# Conflicto antarcticus
Conflicto antarcticus — викопний базальний вид гусеподібних птахів, що існував у ранньому палеоцені, 64 млн років тому.

## Скам'янілості
Описаний у 2019 році з майже повного скелета, рештки якого знайдені у відкладеннях формації Лопес-де-Бертодано в Антарктиді.

## Опис
Тіло завдовжки 36 см. Птах мав довгу голову та стрункі ноги. Дзьоб схожий на дзьоб качкових, але вужчий. Наральні отвори були ширшими, ніж у сучасних Anseriformes. Його шия була приблизно вдвічі менша тіла і мала 15 довгих хребців.